# 八幡村 (新潟県佐渡郡)
八幡村（やはたむら）は、かつて新潟県佐渡郡にあった村。

## 地理
- 島嶼:佐渡島

## 沿革
- 1889年（明治22年）4月1日 - 町村制施行に伴い雑太郡八幡村、八幡町、八幡新町が合併し、八幡村が発足。
- 1896年（明治29年）4月1日 - 郡の統合により佐渡郡に所属[1]。
- 1954年（昭和29年）7月20日 - 佐渡郡河原田町、沢根町、二宮村と合併し、佐和田町となり消滅。